# Forcipomyia appendicular
Forcipomyia appendicular är en tvåvingeart som beskrevs av Liu, Ge och Liu 1996. Forcipomyia appendicular ingår i släktet Forcipomyia och familjen svidknott.
Artens utbredningsområde är Hainan (Kina). Inga underarter finns listade i Catalogue of Life.